# Прем'єр-міністр Тонги
Посада прем'єр-міністра була запроваджена в державі Тонга згідно з конституцією 1875 року. Спочатку прем'єр-міністр Тонги був повністю підпорядкований королю Тонги, і лише у 2008 році король пішов на поступки й дозволив обирати прем'єр-міністра в парламенті згідно з результатами парламентських виборів. Тепер[коли?] король Тонги лише затверджує кандидатуру прем'єр-міністра.

## Список прем'єр-міністрів Тонги
- 1872—1879 — Тевіта Унга
- 1879—1881 — посада вакантна
- 1881—1890 — Шірлі Вальдемар Бейкер
- 1890—1893 — Сіаосі Віліамі Туку'аго
- 1893—1905 — Сіосатекі Вейкуне
- 1905—1912 — Сіоне Матеялона
- 1912—1923 — Тевіта Ту'івакано
- 1923—1941 — Віліамі Тунгі Маілефігі
- 1941—1949 — Соломоне Ула Ата
- 1949—1965 — Тупоу IV
- 1965—1991 — Фатафегі Ту'іпелегаке
- 1991—2000 — Барон Ваеа
- 2000—2006 — Тупоу VI
- 2006—2010 — Фелеті Севеле
- 2010—2014 — Сіале'атаонго Ту'івакано
- 2014 —2019 Акілісі Погіва
- 2019 — Семісі Сіка
- 2019 —2021 — Погіва Туїонетоа
- з 2021 — Сіаосі Совалені